# Alexander Rodionowitsch Gerngroß

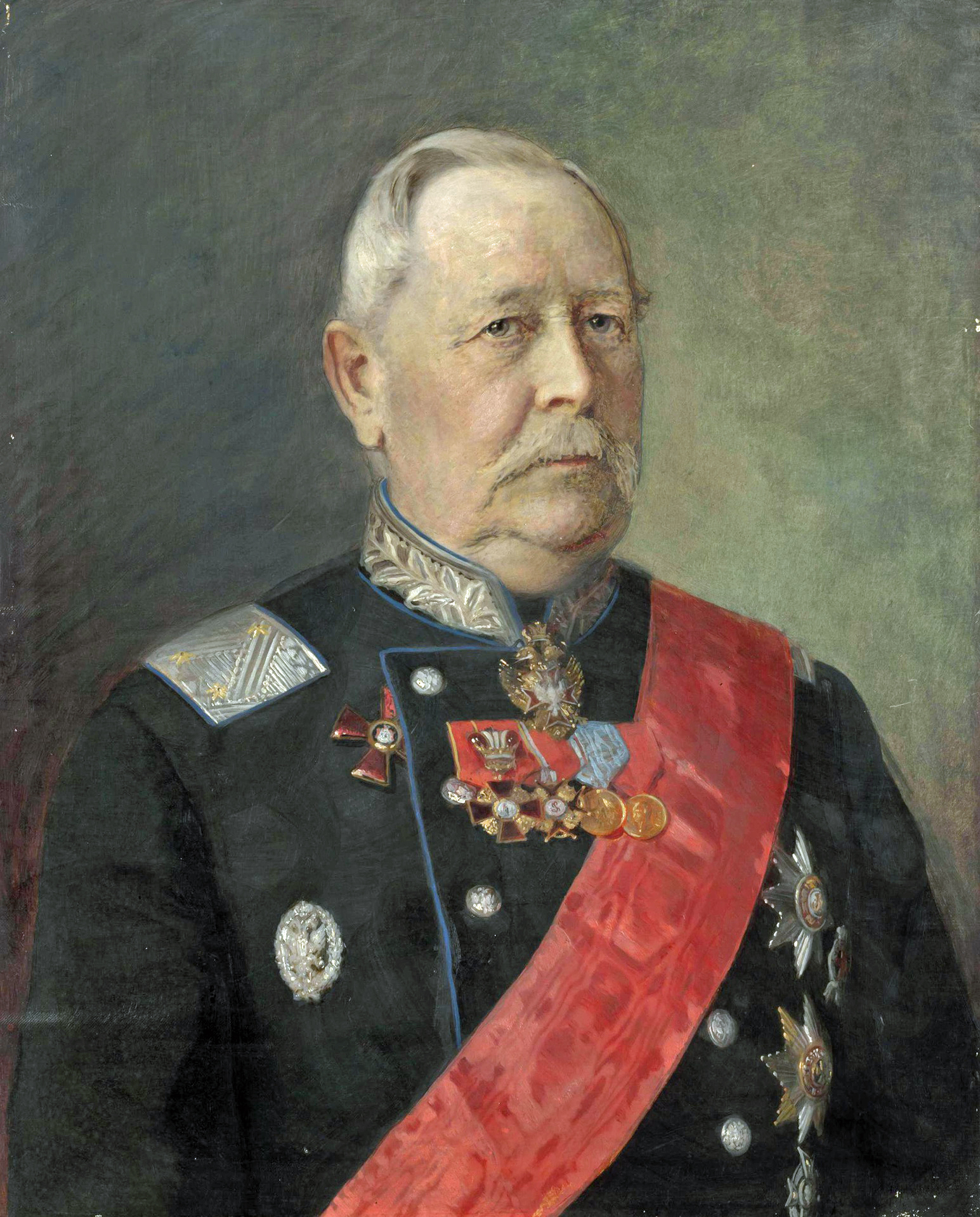
Alexander Rodionowitsch Gerngroß (A. F. Perschakow, 1892–1898, Eremitage)

Alexander Rodionowitsch Gerngroß (russisch Александр Родионович Гернгросс; * 1813; † 15. Dezemberjul. / 28. Dezember 1904greg.) war ein russischer Bergbauingenieur.

## Leben
Gerngroß stammte aus einer livländischen Adelsfamilie. 1832 schloss er die Ausbildung im Bergbau-Kadettenkorps in St. Petersburg ab. Darauf wurde er in den Jekaterinburger Bergbau-Betrieb geschickt.
1833 wurde Gerngroß zu den Kolywano-Woskressenskije-Bergbaubetrieben im Altai versetzt. Von hier aus suchte er nach Bodenschätzen. 1835 wurde er Adjutant des Chefs der Altaier Bergbau- und Hüttenbetriebe Jewgraf Petrowitsch Kowalewski. Mit Prospektionstrupps suchte er nach Gold-Seifen.
1837 leitete Gerngroß eine Expedition in der Wolga-Region zur Suche nach Asphalt-Vorkommen und zu deren Bewertung, die die ersten wissenschaftlichen Ergebnisse über die Erdöl-Vorkommen in diesem Gebiet lieferte. 1839 führte er geologische Untersuchungen im westlichen Teil der Kirgis-Kaissazkaja-Steppe im Westen Kasachstans durch.
Ab 1845 arbeitete Gerngroß im Departement für Bergbau und Salz-Angelegenheiten (DGiSD) des Finanzministeriums in St. Petersburg. 1850 wurde er Leiter der Abteilung für private Goldindustrie des DGiSD. 1855 wurde er Direktor des DGiSD als Nachfolger Iwan Alexandrowitsch Foullons.
1860 leitete er als Generalmajor in der Festung Ilezk die Kommission zur Untersuchung der privaten Bergbau-Betriebe der Region Orenburg mit Einrichtung einer Kontrolle der Gewinnung und des Verkaufs des Salzes. 1861 wurde er zum Generalleutnant befördert.
1862 wurde Gerngroß Mitglied des Bergbau-Rats und des Wissenschaftlichen Bergbau-Komitees, während Wladimir Karlowitsch Raschet nun Direktor des DGiSD wurde.
1865 schied Gerngroß aus dem Bergbau-Dienst aus, blieb aber Mitglied des Bergbau-Rats und des Wissenschaftlichen Bergbau-Komitees. Dazu wurde er Vorstandsvorsitzender der St. Petersburger Versicherungsgesellschaft. 1866 wurde er Mitglied des Manufakturen-Rats.
Gerngroß war verheiratet und hatte zwei Söhne Alexander (* 1853) und Jewgeni (* 1855).

## Ehrungen
- Alexander-Newski-Orden
- Kaiserlich-Königlicher Orden vom Weißen Adler
- Orden des Heiligen Wladimir II. Klasse
- Russischer Orden der Heiligen Anna III. Klasse
- Sankt-Stanislaus-Orden III. Klasse